# 라맛 다비드 공군기지

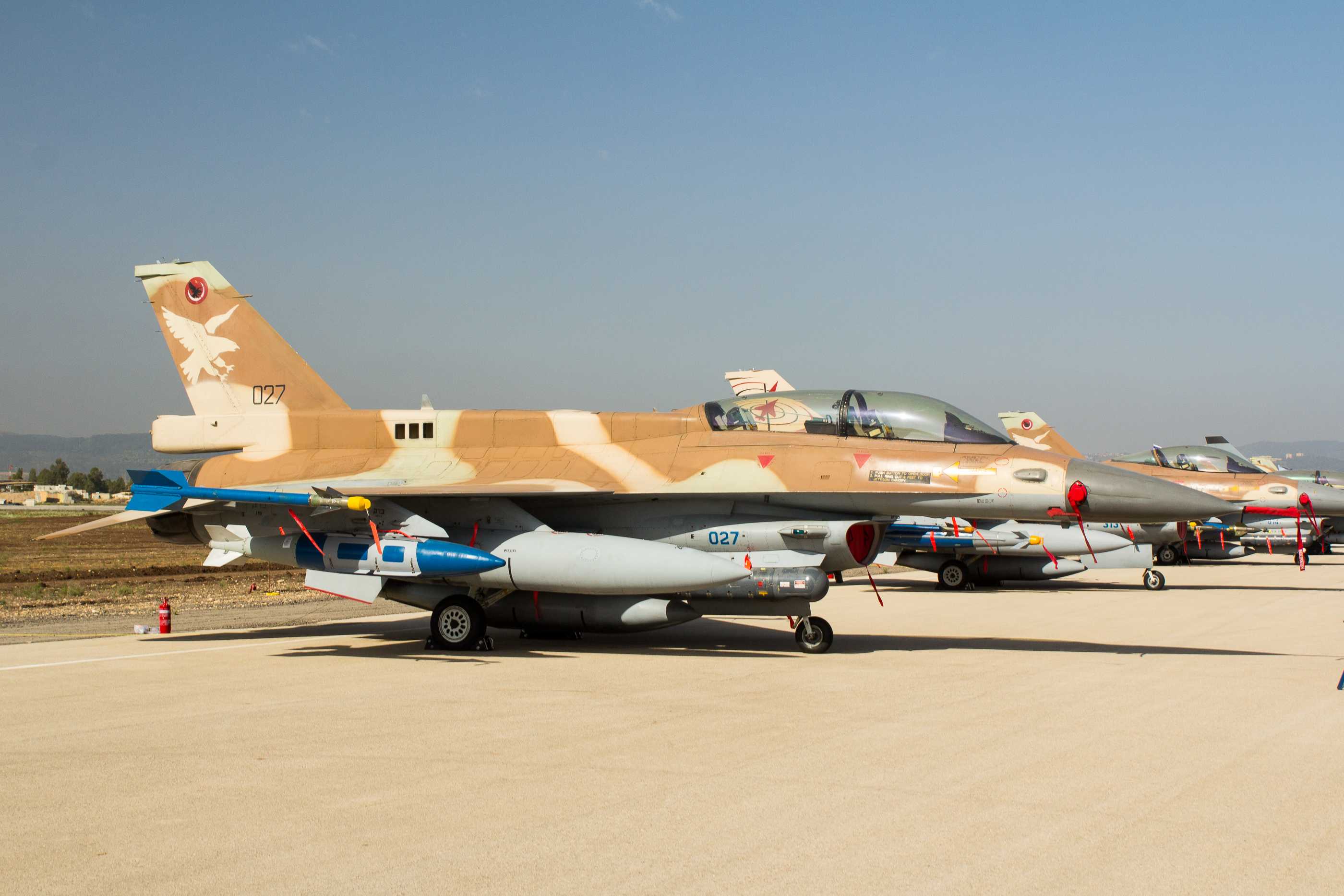
109 비행대대의 F-16D

라맛 다비드 공군기지(Ramat David Airbase)는 이스라엘의 공군기지이다. 라맛 데이비드 공군기지라고도 부른다. 그러나 이스라엘 여행을 다녀온 사람들은 라맛 다비드 키부츠라고 한다.

## 역사
북부 이스라엘 최대의 도시이자 이스라엘 세 번째 크기의 도시인 하이파의 남동쪽에 라맛 다비드라는 키부츠가 있고, 그 부근에 공군기지가 있다.
1942년 영국 공군기지로 건설되었다. 1948년 5월 26일, 이스라엘 공군이 공군기지를 인수했다.
이스라엘 최초의 제트 전투기 비행대대인 117대대가 있다.
1953년 6월 7일, 라맛-데이비드 공군기지에서 제117 "Hasion Harishona"(First Jet)대대가 창설되고 6월 17일 두 대의 Meteor T7형이 영국 파일럿에 의하여 도착한다. 벤구리온 수상까지 참석하는 대규모 환영행사를 벌였다.

## 베카전투
1982년 6월 9일, F-15 1대가 지대공 미사일에 피격되었지만 조종사는 기체를 포기하지 않고 라맛-다비드 공군기지에 기체를 안착시켰다.
이스라엘 공군 F-15A는 레바논의 베카 전투에서 시리아 공군의 미그-21, 미그-23, 미그-25기와 교전하여 56 대 1의 성적을 냈다.
파이썬 3 공대공 미사일을 장착한 이스라엘 공군 F-15A는 1982년 레바논 상공에서 제공권 장악에 주역을 담당했다. 이스라엘의 F-15는 1982년 레바논 전투에서 시리아의 전투기를 44기나 격추시켰다.

## 시리아 원전 파괴
오차드 작전은 2007년 9월 6일 이스라엘 공군이 시리아의 핵시설을 공습한 군사작전이다. 하체림 공군기지 69비행대대 소속의 10대의 F-15I가 공격기로 투입되었다. 레이저 유도 폭탄을 장착했다. 라맛 데이비드 공군기지에서 F-16I와 1대의 샤빗 ELINT기도 출격했다. F-16은 공격기의 에스코트를 맡았다. 샬다그 특수부대도 투입되었다. 전투기들은 라맛 데이비드 공군기지에서 일제히 출격했다. 하체림 공군기지는 라맛 데이비드 공군기지 남쪽으로 170 km 떨어져 있다. 즉, 라맛 데이비드 공군기지는 이스라엘 가장 북쪽에 위치한 공군기지라고 보면 이해가 쉽다.

## 부대
- 이스라엘 제109 비행대대 - F-16D
- 이스라엘 제117 비행대대 - F-16C
- 이스라엘 제193 비행대대 - 유로콥터 AS565 팬더

## 같이 보기
- 2020년 베이루트 폭발 사고